# Abderrazak Rassaa
Abderrazak Rassaa (arabe : عبد الرزاق الرصاع), né le 4 janvier 1930 à Tunis et mort le 7 janvier 2020, est un homme politique tunisien.

## Biographie
Professeur de français au lycée Carnot de Tunis, il est PDG de la Banque de Tunisie.
D'octobre 1958 à octobre 1964, il est membre du conseil d'administration de la Banque centrale de Tunisie.
Il est ministre de l'Industrie et du Commerce du 24 octobre 1968 au 8 septembre 1969, date à laquelle il devient ministre des Finances. Il conserve ce poste jusqu'au 29 octobre 1971.
Il est décoré des insignes de grand cordon de l'Ordre de la République tunisienne.
Mort le 7 janvier 2020, il est enterré le lendemain au cimetière du Djellaz.